# Nathalie Selambarom
Nathalie Selambarom, née le 3 février 1971 à Saint-Louis (La Réunion), est une handballeuse internationale française. 
En 1994, alors qu'à 23 ans elle joue en départementale à Saint-Louis (La Réunion), elle rencontre Olivier Krumbholz qui la fait venir à l'ASPTT Metz pour remplacer l'internationale Florence Sauval,. Elle y reste jusqu'en 2004, remportant sept Championnats de France et atteignant les quarts de finaliste de la Ligue des champions en 2001.
Ses bonnes performances lui ouvrent les portes de l'équipe de France à l'occasion des Jeux méditerranéens de 1997. Par la suite, elle atteint la finale du championnat du monde en 1999, marquant le dernier but du XXe siècle d'un championnat du monde, tout sport collectif confondu. Elle a ensuite terminé sixième des Jeux olympiques de 2000, sa dernière compétition internationale étant ponctuée d'une médaille d'or aux Jeux méditerranéens de 2001.

## Palmarès

### En club
compétitions nationales
- championne de France en 1995, 1996, 1997, 1999, 2000, 2002 et 2004 (avec ASPTT Metz)
- vainqueur de la Coupe de France en 1998 et 1999 (avec ASPTT Metz)

### En sélection
- Médaille d'or aux Jeux méditerranéens de 1997 à Bari
- 10e place au championnat du monde 1997
- médaille d'argent au championnat du monde 1999
- 6e place aux Jeux olympiques de 2000
- 5e place au championnat du monde 2001
- Médaille d'or aux Jeux méditerranéens de 2001 à Tunis

### Distinctions individuelles
- meilleure buteuse des Jeux méditerranéens de 1997[réf. nécessaire]